# باتلفيلد: هارد لاين
باتلفيلد هارد لاين ، هي لعبة منظور أول من تطوير فيسرال غيمز بالتّعاون مع إي آيه دايس ومن نشر إلكترونيك آرتس ، صدرت بتاريخ 20 مارس 2015م  ، وتعمل على أنظمة التشغيل كل من مايكروسوفت ويندوز وبلايستيشن 3 وبلايستيشن 4 وإكسبوكس 360 وإكسبوكس ون.  تركز اللعبة بشكل كامل  على المجرمين والشرطة والجريمة المنظمة على عكس الألعاب السابقة في سلسلة باتلفيلد التي تركز على الحروب العسكرية.

## القصة
شرطة Los Angeles تدخل في حرب ضد المخدرات والشرطي Nick Mendoza للتو أصبح محقق مع شريكتة المحققه Khai Minh Dao يبدأون بالتحقيق من انتشار المخدرات بالشوارع إلى مصدرها. ويكتشفون المحققين ان السلطة والفساد يمكنها ان توُثر على الجانبين اللاعب سيلعب مكان المحقق الشاب Nick Mendoza لاحضار الفاسدين إلى العدالة.ولكن تبين لnick mendoza ان صديقه الشرطي stodard انه شرطي فاسد و رئيسه dawes فاسد ثم يقوم stoddard و dawes بزج nick في السجن ثم تحاول صديقته khai مساعدته في الهرب مع مهرب المخدرات السابق tyson فكيف سينتقم.Nick

## الخرائط
الخرائط كثيرة ومتنوعه بعضها تم الإعلان عنها والاخر لم يتم الإعلان عنه.
- DOWNTOWN:حرب بين الشرطة والمجرمين في قلب وسط مدينة لوس انجلوس.
- BANK JOB:المجرمين يبدأون بالتخطيط لهجوم على خزنة بنك ذو حماية عالية ثم تظهر الشرطة وتبدا الحرب في البنك.
- THE BLOCK: الشرطة تداهم حي قديم مليء بالمجرمين ثم تبدا المواجهة بينهم.
- DUST BOWL:مدينة صحراوية صغيرة معروفة بمشاكل تجارة المخدرات .
- Hollywood Heights:قصر متواجد في تلال هوليوود يسطو عليه المجرمين .
- GROWHOUSE:الشرطة وجدو مجمع سري تحت الأرض يوجد فيه نباتات الماريجوانا وبعض المجرمين الذين حملو الاسلحة لمواجهة الشرطة .
- Derailed:الجهة الصناعية من لوس انجلوس هي ملتقى لكثير من الصفقات المريبة.
- RIPTIDE:جنة مهربين المخدرات.
- Everglades:موقع للتكسير والهدم أصبح مكان مواجهه بين الشرطة والمجرمين.

## الاطوار
- Conquest:التحكم باعلام اعدائك بالوقوف بجانبه سواء على أقدامك أو في دبابة إذا تم أخذ العلم سيقل عدد النقاط الخاص بالعدو. إذا انتهت النقاط يعتبر الفريق خاسر.[5]
- TEAM DEATHMATCH: يعتبر ابسط طور موجود في العاب الفديو. يجب عليك قتل عدوك أكثر مما يقتلك لكي تفوز .[6]
- Heist: طور السطو على خزينة للمال. والشرطة يجب أن يمنعوهم.[7]
- Blood Money:مال كثير كان سينقل لكن تم التدخل خلال عملية النقل.المجرمين يقاتلون لسرقة المال. بينما الشرطة يحاولون ان يحمونها لجعلها دليل.[8]
- HOTWIRE: المجرمين يحاولون سرقة سيارات محددة بينما الشرطة يحاولون ان يمنعوهم.[9]
- RESCUE: طور انقاذ الرهائن.[10]
- CROSSHAIR:في هذا الطور سيكون هناك مجرم سابق واشي لفريقة السابق وأصبح محمي عند الشرطة.المجرمين يحاولون ان يقتلون الواشي .

بينما الشرطة يحاولون ان يحمونة.

## مصدر
1. ↑  "All PS Now games A-Z" (بالإنجليزية). Archived from the original on 2021-07-03. Retrieved 2021-07-05.
2. 1 2 3  Yin-Poole، Wesley (28 أكتوبر 2014). "Battlefield Hardline release date announced". يورو جيمر. مؤرشف من الأصل في 2019-05-03. اطلع عليه بتاريخ 2014-10-28.
3. ↑  "Why Battlefield Hardline will launch in 2015". إلكترونيك آرتس. 22 يوليو 2014. مؤرشف من الأصل في 2015-11-14. اطلع عليه بتاريخ 2014-08-13.
4. ↑  Multiplayer Maps - Battlefield - Official EA Site [وصلة مكسورة] نسخة محفوظة 20 أبريل 2016 على موقع واي باك مشين.
5. ↑  Conquest - Battlefield Hardline Wiki Guide - IGN نسخة محفوظة 03 مايو 2017 على موقع واي باك مشين.
6. ↑  Team Deathmatch - Battlefield Hardline Wiki Guide - IGN نسخة محفوظة 28 يونيو 2016 على موقع واي باك مشين.
7. ↑  Heist - Battlefield Hardline Wiki Guide - IGN نسخة محفوظة 23 سبتمبر 2016 على موقع واي باك مشين.
8. ↑  Blood Money - Battlefield Hardline Wiki Guide - IGN نسخة محفوظة 13 أكتوبر 2016 على موقع واي باك مشين.
9. ↑  Hotwire - Battlefield Hardline Wiki Guide - IGN نسخة محفوظة 21 يونيو 2017 على موقع واي باك مشين.
10. ↑  Rescue - Battlefield Hardline Wiki Guide - IGN نسخة محفوظة 20 يوليو 2016 على موقع واي باك مشين.
11. ↑  "Battlefield Hardline: 'Crosshair' modes revealed". IGN. مؤرشف من الأصل في 2018-12-14. اطلع عليه بتاريخ 2015-01-29.
12. ↑  "mode". Battlefield Hardline official site. مؤرشف من الأصل في 2016-04-11. اطلع عليه بتاريخ 2015-01-29.

## وصلات خارجية
- الموقع الرّسمي
- الموقع الرسمي
- باتلفيلد: هارد لاين على موقع IMDb (الإنجليزية)
- myGamer Preview